# Буковска вас
Буковска вас (на словенски: Bukovska vas) е село в Словения, Корошки регион, община Дравоград. Според Националната статистическа служба на Република Словения през 2015 г. селото има 357 жители.